# Ursula Hendrich-Schneider
Ursula Hendrich-Schneider (* 8. Februar 1953 in Innsbruck; † 27. Jänner 2009 in Graz) war eine österreichische Sozial- und Wirtschaftswissenschafterin.

## Leben
Ursula Schneider hat an der WU Wien Handelswissenschaften und Wirtschaftspädagogik studiert und 1978 ebendort sub auspiciis promoviert. Nach beruflicher Tätigkeit in der Wirtschaftsprüfung und an der Handelsakademie in Hall in Tirol hat Schneider ihre weitere akademische Karriere als Universitätsassistentin an der Leopold-Franzens-Universität Innsbruck am Institut für Wirtschaftspädagogik begonnen, wo sie sich mit einer Arbeit über „kulturbewusstes Informationsmanagement“ habilitiert hat. Dies markiert ihre international anerkannte Auseinandersetzung mit Fragen des Wissensmanagement und des Intellektuellen Kapitals sowie ihre bis zuletzt kritische Haltung gegenüber Fortschrittsgläubigkeit und normativen Tendenzen in den Wirtschaftswissenschaften, insbesondere in der Betriebswirtschafts- und Managementlehre.
Ihr Interesse für Internationalität, zum Beispiel für Internationalisierung und Globalisierung, Netzwerkorganisationen etc. kommt nicht nur in ihren europa- und weltweiten institutionellen Affiliationen zum Ausdruck, sondern überdies in der bis zu ihrem frühen Ableben ausgeübten Funktion als Leiterin des Instituts für internationales Management an der Karl-Franzens-Universität Graz, jener Universität, an der sie auch als Dekanin der sozial- und wirtschaftswissenschaftlichen Fakultät gewirkt hat.

## Ausgewählte Publikationen
- Kulturbewußtes Informationsmanagement. Ein organisationstheoretischer Gestaltungsrahmen für die Infrastruktur betrieblicher Informationsprozesse. München & Wien, Oldenbourg, 1990.
- Wissensmanagement. Die Aktivierung des intellektuellen Kapitals. Frankfurt am Main, Frankfurter Allgemeine Zeitung, 1996.
- Mit Peter Steiner (Hrsg.): Betriebswirtschaftslehre und gesellschaftliche Verantwortung. Mit Corporate Social Responsibility zu mehr Engagement. Wiesbaden, Gabler, 2004.
- Das Management der Ignoranz. Nichtwissen als Erfolgsfaktor. Wiesbaden, Deutscher Universitäts-Verlag, 2006.
- Mit Christian Hirt: Multikulturelles Management. München & Wien, Oldenbourg, 2007.